# Diecezja Patos de Minas

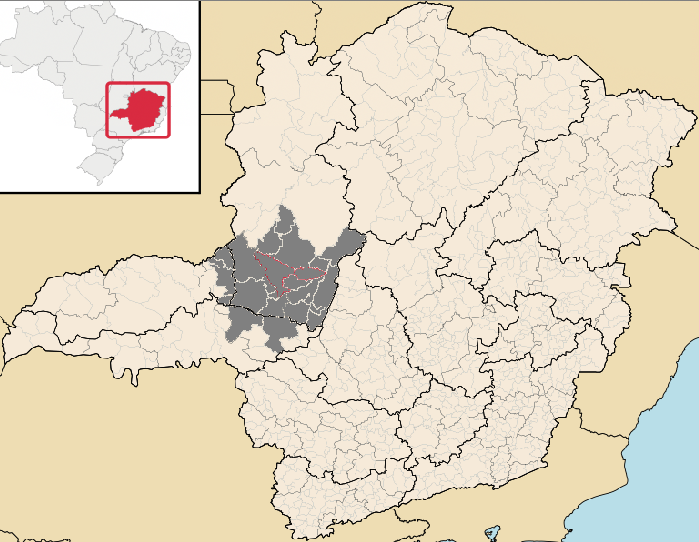
Diecezja Patos de Minas.

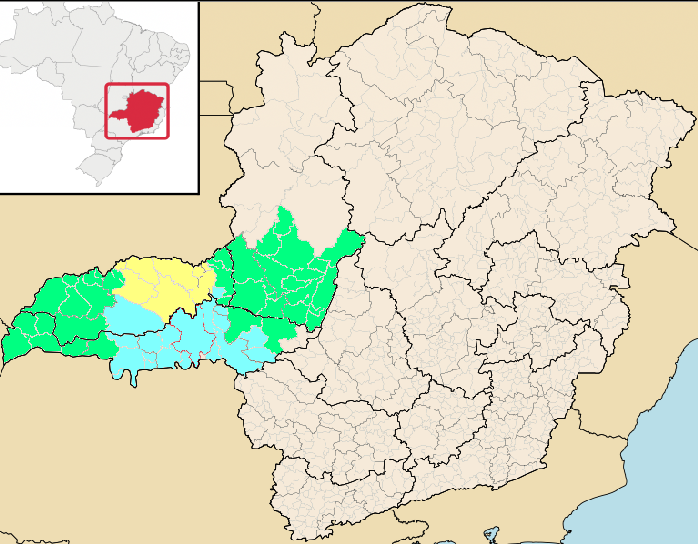
Ecclesiastical Province of Uberaba.

Regional CNBB Leste 2.

Diecezja Patos de Minas (łac. Dioecesis Patensis) – diecezja Kościoła rzymskokatolickiego w Brazylii. Należy do metropolii Uberaba i wchodzi w skład regionu kościelnego Leste II. Została erygowana przez papieża Piusa XII bullą  Ex quo die w dniu 5 kwietnia 1955.